# Medorippe lanata
Medorippe lanata là một loài cua trong họ Dorippidae. Chúng được Linnaeus công bố mô tả lần đầu tiên vào năm 1767.